# 25 or 6 to 4
25 or 6 to 4 ist ein Lied der US-amerikanischen Rockband Chicago, geschrieben von Robert Lamm, einem der Gründungsmitglieder der Band. Der Song wurde 1969 für das zweite Bandalbum Chicago aufgenommen, erschienen im Januar 1970. Die ausgekoppelte Single belegte Platz 4 der Billboard Hot 100.

## Der Song
Der Text beschreibt, wie der Autor versucht, mitten in der Nacht einen Song zu schreiben. Der kryptische Titel gibt die Uhrzeit an (dt.: 25 oder 26 Minuten vor 4 Uhr morgens (twenty-five or [twenty-]six [until] 4)), hat aber zu einigen Spekulationen geführt; die Vermutungen, worum es in dem Lied geht, reichten von der Dosierung illegaler Drogen bis zu verschlüsselten Informationen über bestimmte Personen.
Das Eröffnungsriff erinnert an Led Zeppelins Version von Babe I’m Gonna Leave You, die im Jahr zuvor erschienen war, sowie an George Harrisons While My Guitar Gently Weeps, das die Beatles 1968 herausgebracht hatten. Green Days Brain Stew (1995) ist auf einem ähnlichen Riff aufgebaut.
Der Song wurde im August 1969 für das zweite Bandalbum Chicago aufgenommen. Er enthält ein bemerkenswertes Gitarrensolo von Terry Kath. Das Doppelalbum wurde im Januar 1970 veröffentlicht, der Song war die dritte Singleauskopplung, erschienen im Juni 1970. Die Single stieg bis auf Platz 4 der Billboard Hot 100, in Großbritannien auf Platz 7.
25 or 6 to 4 erschien auf etlichen Kompilationsalben von Chicago. Für das Album Chicago 18 wurde 1986 eine neue Version eingespielt, die als Single Platz 48 der US-Charts erreichte. Das dazugehörige Musikvideo gewann einen „American Video Award“.
Wegen vermeintlicher Anspielungen auf Drogen wurde der Song 1970 in Singapur verboten. Dieses Verbot betraf auch alle Alben, auf denen der Song enthalten war. Erst 1983 wurde das Verbot aufgehoben.

## Personal der Originalaufnahme
- Peter Cetera – Leadgesang, Bass
- Terry Kath – Gitarre, Begleitgesang
- Robert Lamm – Piano, Begleitgesang
- Danny Seraphine – Schlagzeug
- Jimmy Pankow – Posaune
- Lee Loughnane – Trompete
- Walt Parazaider – Tenorsaxophon

## Nachwirkung
25 or 6 to 4 wurde vielfach gecovert, unter anderem von Local H, Bruce Foxton, The Moog Cookbook, und als Instrumental auf dem Kollaborationsalbum Summer Horns von Dave Koz. 2005 veröffentlichte Jonathan Coulton When I’m 25 or 64, ein Mix von 25 or 6 to 4 mit When I’m Sixty-Four  von den Beatles.
2022 veröffentlichte Ada eine Coverversion auf Pampa Records. 
25 or 6 to 4 wird gerne von Marching Bands gespielt. 2011 spielte Chicago den Song zusammen mit einer Marching Band in der Halbzeitpause eines Football-Matches.
Der Song wurde auch in populären Medien eingesetzt, etwa im Videospiel Rock Band 3, in der Zeichentrickserie King of the Hill (Staffel 11, Episode Luane Gets Lucky) und im Film I, Tonya mit Margot Robbie und Sebastian Stan.